# Brian McClair
Brian John McClair (Lanarkshire, Bellshill, 1963. december 8. –) skót labdarúgó, majd edző.

## Pályafutása

### Korai évek
McClair az iskolai évek után kezdett komolyabban foglalkozni a labdarúgással, 1980-ban az Aston Villába igazolt. Mindössze egy szezont töltött a birminghami csapatnál, amely abban az évben bajnoki címet szerzett, Brian McClair azonban egy mérkőzésen sem kapott lehetőséget a bizonyításra.
1981 nyarán hazatért és a Motherwellhez szerződött. A csatár mögött (ezt a pozíciót Jock Wallace a gárda edzője találta ki a számára) amolyan visszavont csatárt, irányítót játszott, abban a szezonban 15 alkalommal. Mesterhármast rúgott a Rangersnek, és az ő két góljával verték a Celticet.

### Celtic
1983 májusában szerződtette a Celtic. augusztus 9-én debütált a Partick Thistle elleni Glasgow-kupa mérkőzésen. Első szezonjában mindjárt alapember lett, 32 bajnoki mérkőzésen kapott lehetőséget, és négy gólt szerzett. Fontos találatot szerzett a Sporting CP elleni UEFA-kupa és a Rangers elleni (vesztes) Ligakupa-döntőben.
Az 1984–85-ös bajnokságban nagyszerű párost alkotott az újonnan igazolt Mo Johnstonnal. Az első jelentős trófeáját is ebben az idényben nyerte, miután a Skót kupa döntőjében legyőzték a Dundee Unitedet. Annak ellenére, hogy a következő évben érkezett Alan McInally és Mark McGhee, Johnston és McClair párosa továbbra is rendre eredményesnek bizonyult, ami elegendő volt ahhoz, hogy bajnoki címhez segítse a Celticet.
Az 1986–87-es idény nem sikerült valami jól, ha a csapat eredményességét nézzük, a Celtic kilenc pontos előnyről bukta el a bajnoki címet, és a Ligakupát is elvesztették a Rangers ellen, a kupában pedig még a negyedik körben búcsúztak. McClair mindeközben addigi legjobb szezonját futotta, minden tétmeccset figyelembe véve 41 gólt szerzett, a gólkirályi címet 35 góllal szerezte meg és megválasztották az év játékosának. Összesen négy évadot töltött a Celticnél. Bajnok és kupagyőztes lett a csapattal, aminek színeiben 204 tétmérkőzésen 126 gólt szerzett.

### Manchester United
A Manchester United már tíz éve nem szerzett bajnoki címet amikor szerződtették Brian McClairt, 850 ezer fontért.
Nem okozott csalódást, mindjárt első idényében házi gólkirály lett 24 találatával, ami ugyan megint csak bajnoki ezüstéremhez volt elegendő, George Best óta ilyen gólerős játékra nem volt senki képes az Old Traffordon.
Choccy, ahogy becézték – vezetékneve hasonlított az Éclaír étcsokoládéhoz – a következő két évben is házi gólkirály lett, előbb 13 majd 18 góllal.
Az évek alatt nyert négy bajnoki címet, három kupát, és öt szuperkupát, szerzett gólt UEFA-szuperkupa döntőn, FA-kupa fináléban, és Ligakupa döntőben is. 471 tétmérkőzésen szerzett 127 ma is a klub legeredményesebb labdarúgói közé tartozik.
Éric Cantona érkezésével egyre hátrébb szorult a csapatban, míg végül a kispadon találta magát, majd miután lejárt a szerződése, tizenegy év után, 1998-ban távozott.

### Motherwell
Miután lejárt a szerződése a Unitednél, visszatért egykori klubjához, a Motherwellhez az 1997–98-as idényre, de hat hónap elteltével bejelentette a visszavonulását.

### A válogatottban
1986 novemberében egy Luxemburg elleni mérkőzésen mutatkozott be a válogatottban a Hampden Parkban. Az 1988-as Eb-selejtezőkön még többször lehetőséget kapott, többször együtt játszott Celtices csapattársával, Mo Johnstonnal, nem sikerült magukat kvalifikálnia kontinenstornára. A világbajnoki selejtezőkön ötször lépett pályára, azonban Andy Roxburgh nem vitte ki a vb-re. Az 1992-es labdarúgó-Európa-bajnokságon részt vehetett, és gólt is lőtt a csoportmérkőzések folyamán a FÁK-nak. Pályafutása során összesen 30 mérkőzésen két gólt szerzett a nemzeti csapatban.

### Edzői pályafutása
Visszavonulása után a Blackburn Roversnél lett Brian Kidd segítője, azonban a csapat kiesését az élvonalból nem tudták megakadályozni. 2001-től a Manchester United utánpótlás csapatának a menedzsere, később az ifjúsági akadémia vezetője. Irányításával bajnok és kupagyőztes is lett a kis United, olyan tehetségek dolgoztak a keze alatt, mint Chris Eagles vagy Kieran Richardson.

## Statisztika
| Klub              | Szezon   | Bajnokság     | Bajnokság | Kupa          | Kupa  | Ligakupa      | Ligakupa | Nemzetközi    | Nemzetközi | Egyéb         | Egyéb | Összesen      | Összesen |
| Klub              | Szezon   | Pályára lépés | Gólok     | Pályára lépés | Gólok | Pályára lépés | Gólok    | Pályára lépés | Gólok      | Pályára lépés | Gólok | Pályára lépés | Gólok    |
| ----------------- | -------- | ------------- | --------- | ------------- | ----- | ------------- | -------- | ------------- | ---------- | ------------- | ----- | ------------- | -------- |
| Motherwell        | 1981–82  | 11            | 4         | 0             | 0     | 4             | 0        | 0             | 0          | 0             | 0     | 15            | 4        |
| Motherwell        | 1982–83  | 29            | 11        | 2             | 1     | 6             | 4        | 0             | 0          | 0             | 0     | 37            | 16       |
| Motherwell        | Összesen | 40            | 15        | 2             | 1     | 10            | 4        | 0             | 0          | 0             | 0     | 52            | 20       |
| Celtic            | 1983–84  | 35            | 23        | 5             | 6     | 9             | 1        | 6             | 1          | 2             | 1     | 57            | 32       |
| Celtic            | 1984–85  | 32            | 19        | 6             | 0     | 3             | 3        | 5             | 2          | 0             | 0     | 46            | 24       |
| Celtic            | 1985–86  | 34            | 22        | 3             | 3     | 3             | 1        | 2             | 0          | 2             | 3     | 44            | 29       |
| Celtic            | 1986–87  | 44            | 35        | 4             | 2     | 5             | 4        | 4             | 0          | 0             | 0     | 57            | 41       |
| Celtic            | Összesen | 145           | 99        | 18            | 8     | 20            | 12       | 17            | 3          | 4             | 4     | 204           | 126      |
| Manchester United | 1987–88  | 40            | 24        | 3             | 2     | 5             | 5        | 0             | 0          | 0             | 0     | 48            | 31       |
| Manchester United | 1988–89  | 38            | 10        | 7             | 3     | 3             | 3        | 0             | 0          | 0             | 0     | 48            | 16       |
| Manchester United | 1989–90  | 37            | 5         | 8             | 3     | 3             | 0        | 0             | 0          | 0             | 0     | 48            | 8        |
| Manchester United | 1990–91  | 36            | 13        | 3             | 2     | 9             | 2        | 9             | 4          | 1             | 0     | 58            | 21       |
| Manchester United | 1991–92  | 42            | 18        | 3             | 1     | 8             | 4        | 5             | 2          | 0             | 0     | 58            | 25       |
| Manchester United | 1992–93  | 42            | 9         | 3             | 0     | 3             | 0        | 2             | 0          | 0             | 0     | 50            | 9        |
| Manchester United | 1993–94  | 26            | 1         | 5             | 1     | 7             | 4        | 0             | 0          | 0             | 0     | 38            | 6        |
| Manchester United | 1994–95  | 40            | 5         | 7             | 2     | 3             | 1        | 2             | 0          | 1             | 0     | 53            | 8        |
| Manchester United | 1995–96  | 22            | 3         | 0             | 0     | 1             | 0        | 0             | 0          | 0             | 0     | 23            | 3        |
| Manchester United | 1996–97  | 19            | 0         | 3             | 0     | 2             | 0        | 3             | 0          | 0             | 0     | 27            | 0        |
| Manchester United | 1997–98  | 13            | 0         | 3             | 0     | 1             | 0        | 3             | 0          | 0             | 0     | 20            | 0        |
| Manchester United | Összesen | 355           | 88        | 45            | 14    | 45            | 19       | 24            | 6          | 2             | 0     | 471           | 127      |
| Motherwell        | 1998–99  | 11            | 0         | 0             | 0     | 2             | 0        | 0             | 0          | 0             | 0     | 13            | 0        |
| Összesen          | Összesen | 551           | 202       | 65            | 26    | 77            | 32       | 41            | 9          | 6             | 4     | 740           | 273      |

## Sikerei, díjai

### Játékosként
Celtic
- Scottish League Championship (1): 1985–86
- Skót kupa (1): 1984–85

Manchester United FC
- Premier League (4): 1992-93, 1993-94, 1995-96, 1996-97[28]
- FA-kupa (3): 1989-90, 1993-94, 1995-96
- Ligakupa (1): 1991-92
- FA Charity Shield (5): 1990, 1993, 1994, 1996, 1997
- Kupagyőztesek Európa-kupája (1): 1990-91
- UEFA-szuperkupa (1): 1991

Egyéni
- Skót Premier Division gólkirály (2): 1983–84,[29] 1986–87[29]
- Az év skót labdarúgója: 1987
- Sir Matt Busby-díj: 1987–88
- Alan Hardaker Trófea: 1992

## Külső hivatkozások
- Brian McClair pályafutásának statisztikái a Soccerbase oldalon (angolul)

- Brian McClair Man Utd stats
- Brian McClair Celtic stats